# Region Gävleborg
Region Gävleborg, tidigare Landstinget Gävleborg och Gävleborgs läns landsting, är en svensk regionkommun som bildades den 1 januari 2015 genom en sammanslagning av landstinget och Regionförbundet i Gävleborgs län. Region Gävleborg har ansvar för hälso- och sjukvården i länet, samt för infrastruktur, regional kollektivtrafik, näringslivsutveckling, samt kultur.

## Sjukhus
- Gävle sjukhus
- Hudiksvalls sjukhus
- Bollnäs sjukhus
- Ljusdals närsjukhus
- Sandvikens närsjukhus
- Söderhamns närsjukhus

## Kollektivtrafik
X-Trafik är varumärket för den kollektivtrafik som Region Gävleborg ansvarar för i sin roll som regional kollektivtrafikmyndighet.

## Utbildning
- Naturbruksgymnasiet Nytorp
- Naturbruksgymnasiet Ljusdal
- Bollnäs folkhögskola med filial i Gävle och Söderhamn
- Forsa folkhögskola
- Västerbergs folkhögskola

## Kultur
- Länsmuseet Gävleborg
- Hälsinglands Museum

## Politik
Region Gävleborg, som alla regionkommuner, en politiskt styrd organisation med regionfullmäktige som högsta beslutande organ. Regionstyrelsen har det verkställande politiska ansvaret och bereder ärenden som behandlas i regionfullmäktige.

### Regionfullmäktige
| Presidium 2022–2026    | Presidium 2022–2026 | Presidium 2022–2026   |
| ---------------------- | ------------------- | --------------------- |
| Ordförande             | SD                  | Mattias Eriksson Falk |
| Förste vice ordförande | M                   | Linda Elgestad        |
| Andre vice ordförande  | S                   | Roberth Krantz        |

| Antal ledamöter regionfullmäktige | Antal ledamöter regionfullmäktige | Antal ledamöter regionfullmäktige |
| --------------------------------- | --------------------------------- | --------------------------------- |
| S                                 | 25 ledamöter                      |                                   |
| SD                                | 15 ledamöter                      |                                   |
| M                                 | 14 ledamöter                      |                                   |
| C                                 | 6 ledamöter                       |                                   |
| V                                 | 6 ledamöter                       |                                   |
| KD                                | 5 ledamöter                       |                                   |
| SVG                               | 4 ledamöter                       |                                   |

### Regionstyrelsen
| Regionstyrelsens ledamöter | Regionstyrelsens ledamöter | Regionstyrelsens ledamöter |
| -------------------------- | -------------------------- | -------------------------- |
| Ordförande                 | M                          | Patrik Stenvard            |
| Förste vice ordförande     | SD                         | Anna Sundberg              |
| Andre vice ordförande      | S                          | Eva Lindberg               |
| Majoritet                  | SD                         | Thomas Norrman             |
| Majoritet                  | SD                         | Lena Emanuelsson           |
| Majoritet                  | M                          | Birgittha Bjerkén          |
| Majoritet                  | KD                         | Jennie Forsblom            |
| Majoritet                  | SVG                        | Henrik Olofsson            |
| Opposition                 | S                          | Jan Lahenkorva             |
| Opposition                 | S                          | Marie-Louise Dangardt      |
| Opposition                 | S                          | Lars Öberg                 |
| Opposition                 | V                          | Ulla Andersson             |
| Opposition                 | C                          | Magnus Svensson            |

### Nämnder
| Nämnder                                    | Ordförande | Ordförande            | Förste vice ordförande | Förste vice ordförande | Andre vice ordförande | Andre vice ordförande |
| ------------------------------------------ | ---------- | --------------------- | ---------------------- | ---------------------- | --------------------- | --------------------- |
| Hälso- och sjukvårdsnämnden                | KD         | Jennie Forsblom       | M                      | Ann-Charlotte Granath  | S                     | Jan Lahenkorva        |
| Hållbarhetsnämnden                         | M          | Alexander Hägg        | KD                     | Peter Åkerström        | S                     | Lars Öberg            |
| Kultur- och kompetensnämnden               | M          | Frida Stål            | SVG                    | Fredrik Röjd           | S                     | Marie-Louise Dangardt |
| Patientnämnden                             | SD         | Roger Hedlund         | S                      | Diana Blomgren         |                       |                       |
| Företagshälsovårdsnämnden                  | SD         | Mattias Eriksson Falk | S                      | Eva Älander            |                       |                       |
| Gemensam nämnd för hjälpmedelsverksamheten | KD         | Jennie Forsblom       |                        |                        |                       |                       |

| Beredningar/styrelser       | Ordförande | Ordförande       | Vice ordförande | Vice ordförande |
| --------------------------- | ---------- | ---------------- | --------------- | --------------- |
| Demokratiberedningen        | SD         | Thomas Norrman   | M               | Frida Stål      |
| Valberedningen              | SD         | Richard Carlsson | M               | Alexander Hägg  |
| Folktandvården Gävleborg AB | SD         | Albin Yxell      | SVG             | Fredrik Röjd    |

### Regionråd
| Regionråd              | Regionråd             | Regionråd |
| ---------------------- | --------------------- | --------- |
| SD                     | Anna Sundberg         |           |
| SD                     | Thomas Norrman        |           |
| SD                     | Lena Emanuelsson      |           |
| M                      | Patrik Stenvard       |           |
| M                      | Alexander Hägg        |           |
| M                      | Frida Stål            |           |
| KD                     | Jennie Forsblom       |           |
| SVG                    | Henrik Olofsson       |           |
| Regionråd i opposition |                       |           |
| S                      | Eva Lindberg          |           |
| S                      | Jan Lahenkorva        |           |
| S                      | Marie-Louise Dangardt |           |
| V                      | Ulla Andersson        |           |
| C                      | Magnus Svensson       |           |

### Politiska styren i Region Gävleborg (f d Gävleborgs läns landsting)
| 2006-2009 | S  | V | MP |     |
| 2009-2010 | S  | C | MP |     |
| 2010-2014 | S  | C | MP |     |
| 2014-2018 | S  | V | MP | C   |
| 2018-2022 | S  | V | MP | C   |
| 2022-     | SD | M | KD | SVG |

### Mandatfördelning i valen 1919–1966
| 21 |  | 13 | 17 |

|  | 21 | 5 | 9 | 16 |

| 3 | 24 | 10 | 10 | 3 |

| 50 |

| 3 | 22 |  | 11 | 7 | 6 |

| 50 |

| 3 | 25 | 12 | 6 | 5 |

| 50 |

| 26 |  | 11 | 6 | 6 |

| 50 |

|  | 27 | 3 | 10 | 4 | 6 |

| 50 |

|  | 33 |  | 7 | 7 |  |

| 49 |

| 3 | 30 | 11 | 6 |  |

| 49 |

| 8 | 26 | 11 | 5 |  |

| 47 |

| 3 | 30 | 9 | 10 |

| 48 |

| 4 | 34 | 7 | 11 |  |

| 52 |

| 4 | 34 | 9 | 6 | 6 |

| 53 |

| 4 | 44 | 10 | 11 |  |

| 62 |

| 8 | 36 | 14 | 10 | 3 |

### Mandatfördelning i valen 1970–2022
| 6 | 37 | 17 | 6 |  |

| 58 | 10 |

| 5 | 36 | 20 | 4 | 3 |

| 53 | 15 |

| 5 | 39 | 19 | 6 | 6 |

| 54 | 21 |

| 5 | 40 | 16 | 6 | 8 |

| 49 | 26 |

| 5 | 43 | 13 | 4 | 10 |

| 47 | 28 |

| 5 | 41 | 11 | 8 | 10 |

| 46 | 29 |

| 5 | 38 | 4 | 10 | 8 |  | 7 |

| 40 | 35 |

| 5 | 35 |  | 9 | 7 | 6 | 10 |

| 39 | 36 |

| 7 | 39 | 4 | 8 | 5 |  | 10 |

| 37 | 38 |

| 12 | 31 | 4 | 7 | 4 | 7 | 10 |

| 32 | 43 |

| 8 | 28 |  | 5 | 10 | 8 | 5 | 8 |

| 38 | 37 |

| 6 | 29 |  | 5 | 10 | 5 | 4 | 13 |

| 39 | 36 |

| 6 | 28 | 4 | 4 | 4 | 6 | 5 |  | 15 |

| 40 | 35 |

| 6 | 26 | 4 | 8 | 6 | 6 |  |  | 13 |

| 37 | 38 |

| 7 | 24 |  | 11 | 5 | 8 |  | 4 | 11 |

| 39 | 36 |

| 6 | 25 | 15 | 4 | 6 | 5 | 14 |

| 37 | 38 |